# Nokia 8890
Nokia 8890 – telefon komórkowy firmy Nokia, wydany na rynek w 2000 roku. Pamięć książki telefonicznej wynosi 250 kontaktów.

## Funkcje dodatkowe
- Kalendarz
- Organizer
- Przelicznik walut
- Kalkulator
- Zegarek